# Santa Susanna (kommun)
Santa Susanna är en kommun i Spanien.   Den ligger i provinsen Província de Barcelona och regionen Katalonien, i den östra delen av landet, 500 km öster om huvudstaden Madrid. Antalet invånare är 3 338. Arean är 12,6 kvadratkilometer. Santa Susanna gränsar till Tordera, Palafolls, Malgrat de Mar och Pineda de Mar. 
Terrängen i Santa Susanna är platt österut, men västerut är den kuperad.